# ウラナミジャノメ
ウラナミジャノメ（裏波蛇目 Ypthima motschulskyi）は、チョウ目（鱗翅目）タテハチョウ科ジャノメチョウ亜科に属するチョウ。

## 特徴
モンシロチョウより少し小さめの、茶色いチョウ。ヒメウラナミジャノメと近縁。後翅表の蛇の目紋がヒメウラナミでは2つであるが本種は1つ、後翅裏の蛇の目紋がヒメウラナミでは5から8つであるが本種は3つである点で区別ができる。「ウラナミ」の名の由来は、翅裏のさざなみ模様からである。
幼虫の食草はカヤツリグサ科や、イネ科のアシボソなど。疎林や草原を好み、花によく来る。年2回の発生（寒冷地では年1回）で、成虫の出現は6・7月ごろとヒメウラナミジャノメより少し遅い。越冬態は3齢ないし4齢の幼虫。近年急激に減少しており、本州産亜種は環境省レッドリストにおいて、絶滅危惧II類に指定されている。

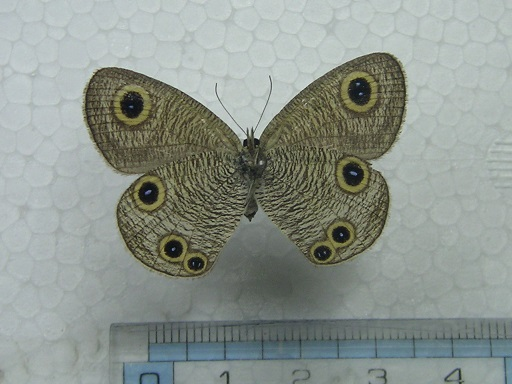
1回目発生 (京都府南部個体群)
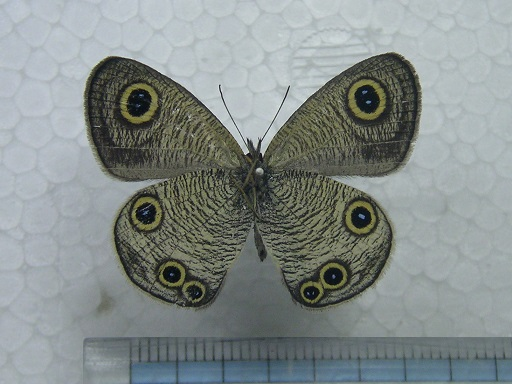
2回目発生 (大阪府東部個体群)

## 分布
神奈川県酒匂川以西の本州、四国、九州。国外では中国大陸、朝鮮半島。

## ツシマウラナミジャノメ
対馬亜種Y. m. motschulskyiは雄の前翅中央に性標が現れ、前翅表の蛇の目紋周囲が淡色となる。大阪市立自然史博物館の故・日浦勇は、この対馬亜種は朝鮮半島のものと同様で、本土産ウラナミジャノメとは別種であり、また対馬海峡成立により本土産が大陸産より分化したものでもないと主張している。このため文献によっては対馬亜種をツシマウラナミジャノメとして紹介する場合もある。

## 保全状態評価
ウラナミジャノメ本州産亜種　Ypthima motschulskyi niphonica
- 絶滅危惧II類 (VU)（環境省レッドリスト）

## 近縁種
- ヒメウラナミジャノメ Ypthima argus Butler
- リュウキュウウラナミジャノメ Ypthima riukiuana Matsumura
- マサキウラナミジャノメ Ypthima masakii Ito